# Shirdi
Shirdi (शिर्डी) est une ville d'Inde qui se trouve dans le district d'Ahmednagar au Maharashtra. La ville est connue pour avoir été la demeure de Shirdi Sai Baba dont la municipalité a fêté le centième anniversaire de la mort en grande pompe en 1918.

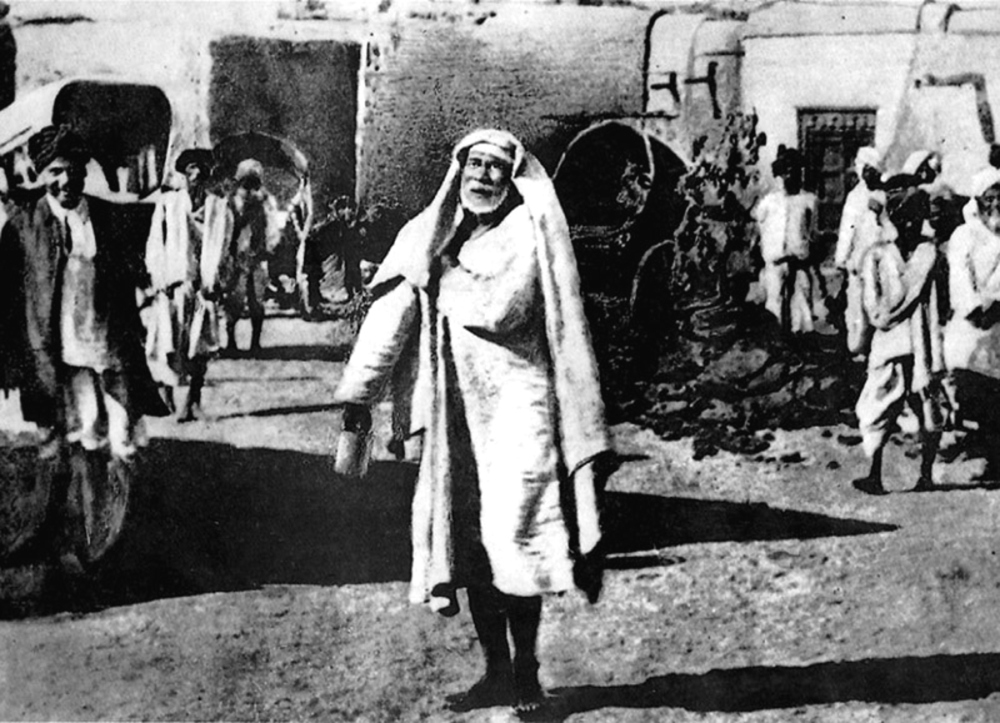
Photo de Sai Baba à Shirdi